# Zonitis violaceipennis
Zonitis violaceipennis es una especie de coleóptero de la familia Meloidae.

## Distribución geográfica
Habita en el Rio Swan (Australia).